# 1875 az irodalomban
Az 1875. év az irodalomban.

## Megjelent új művek
- Wilkie Collins angol író regénye: The Law and the Lady[1]
- Henry James amerikai származású angol író:
  - novelláskötete: A Passionate Pilgrim and Other Tales, benne a már korábban is megjelent címadó novellával: A Passionate Pilgrim (Egy szenvedélyes zarándok)
  - regénye: Roderick Hudson
- George Meredith regénye: Beauchamp's Career[2]
- Mark Twain elbeszéléseinek kötete: Sketches New and Old
- Émile Zola regénye: Mouret abbé vétke (La Faute de l'Abbé Mouret)
- Jules Verne regénye: A Chancellor (Le Chancellor)
- Fjodor Mihajlovics Dosztojevszkij regénye: A kamasz (Подросток)
- Elkezdődik Lev Tolsztoj regénye, az Anna Karenina (Анна Каренина) közlése folytatásokban (1875–1877; könyv alakban először 1878-ban jelenik meg)
- Jakov Ignjatovics magyarországi szerb író regénye: Vasa Rešpekt [Васа Решпект?][3]
- Ljuben Karavelov bolgár író regénye: Маминото детенце; Maminoto detence (Mama kedvence)
- Bernardo Guimarães brazil író A Escrava Isaura (Isaura, a rabszolganő) című regénye, melyből népszerű televíziós sorozat készült
- José Maria de Eça de Queirós portugál író regénye: Amaro atya bűne (O Crime do Padre Amaro)

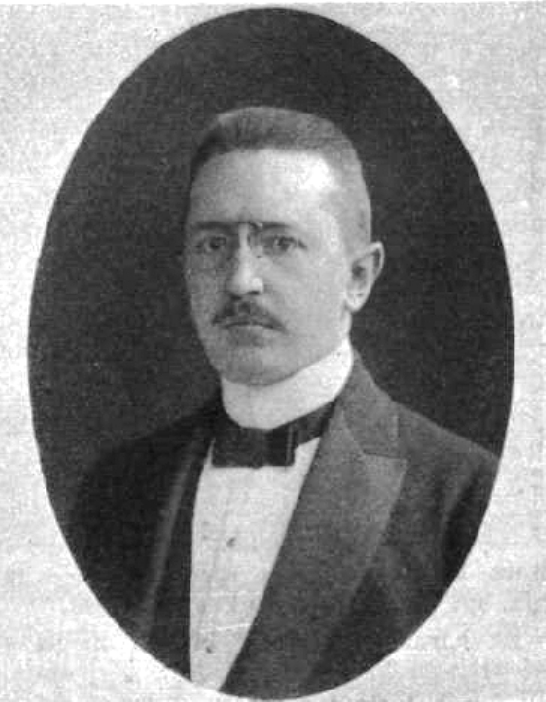
Szinnyei Ferenc

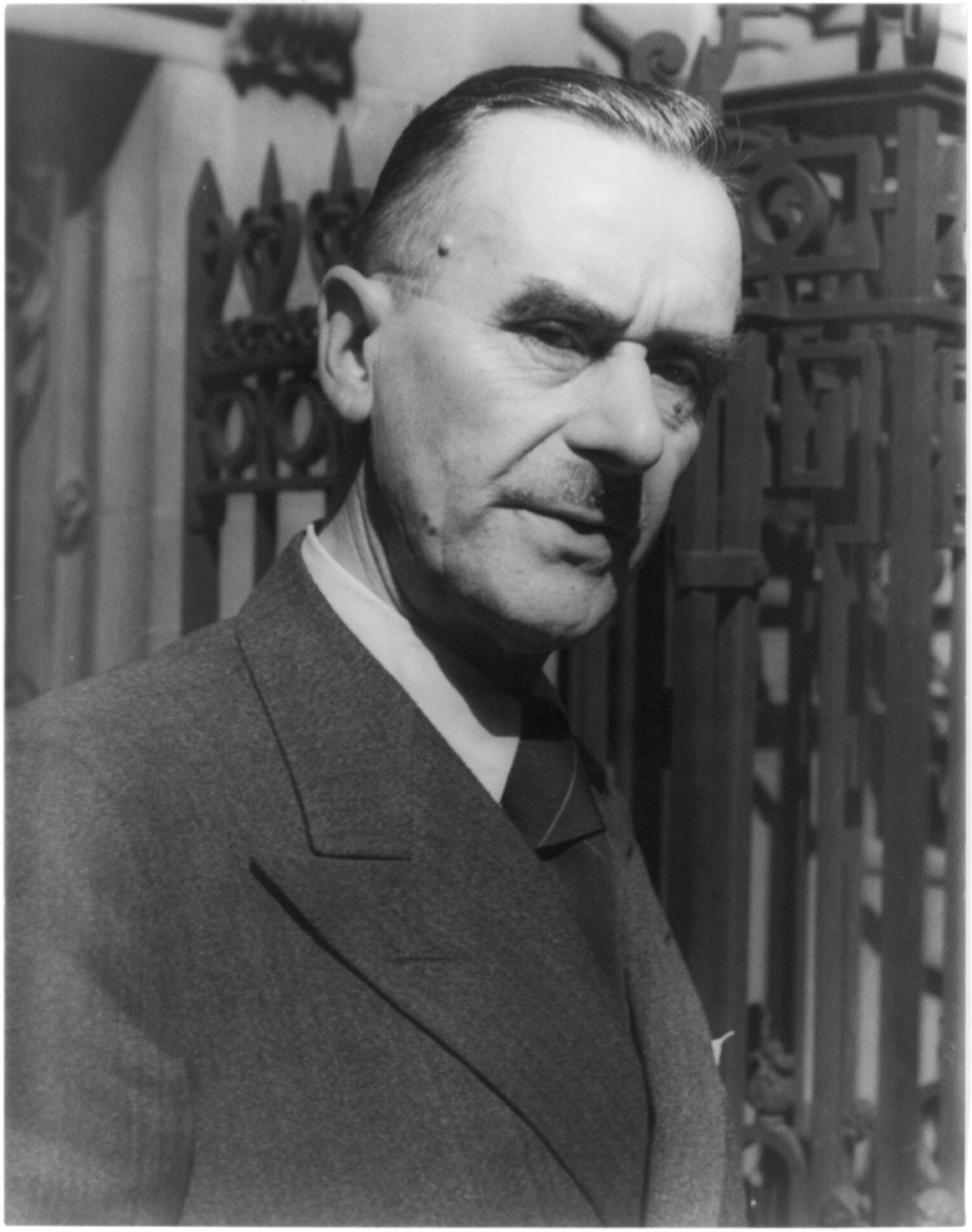
Thomas Mann

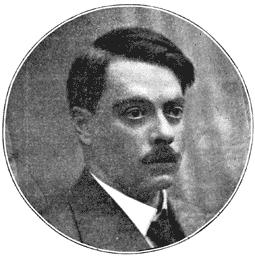
Ștefan Octavian Iosif

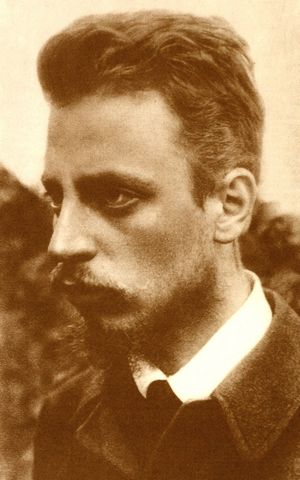
Rainer Maria Rilke

### Költészet
- Sully Prudhomme verseskötete: Les Vaines Tendresses
- Gaspar Núñez de Arce spanyol költő, író, drámaíró verseskötete: Gritos de combate (Csatakiáltások)[4]

### Dráma
- Megjelenik Bjørnstjerne Bjørnson norvég költő, drámaíró darabja: En fallit (A csőd)
- Megjelenik és színre kerül Alekszandr Nyikolajevics Osztrovszkij vígjátéka: Farkasok és bárányok (Волки и овцы)

### Magyar nyelven
- Beöthy Zsolt regénye: Kálozdy Béla (először a Pesti Napló 1875. évfolyamában jelenik meg)
- Berczik Árpád vígjátéka a Nemzeti Színházban: Házasítók
- Csiky Gergely Jóslat című ógörög tárgyú vígjátéka akadémiai pályadíjat nyer
- Tóth Ede: A falu rossza, népszínmű három felvonásban; bemutató a Nemzeti Színházban[5]
- Szász Károly újabb műfordítás-kötetei:[6]
  - Tennyson: Király-idillek
  - Goethe lírai költeményei (két kötet)

## Születések
- április 1. – Edgar Wallace angol krimi- és színműíró († 1932)
- április 2. – Szinnyei Ferenc irodalomtörténész († 1947)
- június 6. – Thomas Mann német regényíró, a 20. századi német nyelvű irodalom egyik legjelentősebb alakja († 1955)
- szeptember 1. – Edgar Rice Burroughs amerikai ponyvaíró, elsősorban Tarzan-regényeivel lett világhírű († 1950)
- szeptember 13. – Farkas Antal költő, író († 1913)
- október 8. – Tormay Cécile írónő, műfordító, a Napkelet című folyóirat szerkesztője († 1937)
- október 11. – Ștefan Octavian Iosif román irodalmár, költő és műfordító, a Societatea Scriitorilor Români (Román Írószövetség) megalapítója († 1913)
- október 31. – Avetik Iszahakjan örmény költő, író († 1957)
- december 4. – Rainer Maria Rilke osztrák impresszionista költő († 1926)

## Halálozások
- április 7. – Georg Herwegh német költő (* 1817)
- június 4. – Eduard Mörike német romantikus költő, író, fordító (* 1804)
- augusztus 4. – Hans Christian Andersen, alighanem a leghíresebb dán költő, meseíró (* 1805)
- október 10. – Alekszej Tolsztoj orosz költő, író, drámaíró (* 1817)
- december 10. – Toldy Ferenc irodalomtörténész, kritikus (* 1805)
- december 22. – Kemény Zsigmond író, publicista, politikus; Jókai Mór mellett a magyar romantikus regényirodalom legnagyobb alakja (* 1814)